# Leroy Chiao
Leroy Chiao, född 28 augusti 1960 i Milwaukee, är en amerikansk astronaut uttagen i astronautgrupp 13 den 17 januari 1990.

## Rymdfärder
- STS-65
- STS-72
- STS-92
- Sojuz TMA-5
- ISS Expedition 10